# Tereza Voborníková
Tereza Voborníková (* 31. května 2000 Vrchlabí) je česká biatlonistka a juniorská mistryně světa ve sprintu a stíhacím závodu.
Ve světovém poháru závodí od roku 2020. Jejím největším úspěchem je stříbrná medaile ze smíšené štafety z Mistrovství světa 2025.

## Životopis
Narodila se 31. května 2000 ve Vrchlabí. V roce 2020 odmaturovala na gymnáziu v Jilemnici. Jejím partnerem je biatlonista Mikuláš Karlík.
Ve světovém poháru ve své dosavadní kariéře nevyhrála žádný individuální ani kolektivní závod. Jejím nejlepším individuálním výsledkem je 5. místo z vytrvalostního závodu na Holmenkollenu v sezóně 2023/2024. V roce 2022 se zúčastnila pekingské olympiády, kde nejlépe obsadila 34. místo ve vytrvalostním závodu. Na Mistrovství světa 2025 získala stříbrnou medaili ve smíšené štafetě spolu s Jessikou Jislovou,  Michalem Krčmářem a Vítězslavem Hornigem.
Biatlonu se věnuje od roku 2014. Ve světovém poháru debutovala v lednu 2020 ve sprintu v Oberhofu.

## Výsledky

### Olympijské hry a mistrovství světa
| Sezóna  | Akce | Místo                | SP  | SZ  | HZ  | IZ  | ŠT  | SŠT | SZD | Věk    |
| ------- | ---- | -------------------- | --- | --- | --- | --- | --- | --- | --- | ------ |
| 2021/22 | ZOH  | Peking               | 58. | LAP | –   | 34. | –   | –   | ×   | 21 let |
| 2022/23 | MS   | Oberhof              | 18. | 7.  | 18. | 45. | 7.  | 5.  | 14. | 22 let |
| 2023/24 | MS   | Nové Město na Moravě | 32. | 13. | –   | 52. | 7.  | –   | –   | 23 let |
| 2024/25 | MS   | Lenzerheide          | 71. | –   | –   | 24. | 12. | 2.  | 14. | 24 let |

Poznámka: Výsledky z mistrovství světa ani z olympijských her se do celkového hodnocení světového poháru nezapočítávají.

### Světový pohár

#### Sezóna 2019/2020
| ČSP              | Místo                | SP              | SZ              | HZ              | IZ              | ŠT              | SŠT             | SZD             | STŘ  |
| ---------------- | -------------------- | --------------- | --------------- | --------------- | --------------- | --------------- | --------------- | --------------- | ---- |
| 1.               | Östersund            | nezúčastnila se | nezúčastnila se | nezúčastnila se | nezúčastnila se | nezúčastnila se | nezúčastnila se | nezúčastnila se |      |
| 2.               | Hochfilzen           | nezúčastnila se | nezúčastnila se | nezúčastnila se | nezúčastnila se | nezúčastnila se | nezúčastnila se | nezúčastnila se |      |
| 3.               | Annecy               | nezúčastnila se | nezúčastnila se | nezúčastnila se | nezúčastnila se | nezúčastnila se | nezúčastnila se | nezúčastnila se |      |
| 4.               | Oberhof              | 84.             | –               | –               | –               | –               | –               | –               |      |
| 5.               | Ruhpolding           | 99.             | –               | –               | –               | 16.             | –               | –               |      |
| 6.               | Pokljuka             | nezúčastnila se | nezúčastnila se | nezúčastnila se | nezúčastnila se | nezúčastnila se | nezúčastnila se | nezúčastnila se |      |
| 7.               | Nové Město na Moravě | nezúčastnila se | nezúčastnila se | nezúčastnila se | nezúčastnila se | nezúčastnila se | nezúčastnila se | nezúčastnila se |      |
| 8.               | Kontiolahti          | nezúčastnila se | nezúčastnila se | nezúčastnila se | nezúčastnila se | nezúčastnila se | nezúčastnila se | nezúčastnila se |      |
| 9.               | Holmenkollen         | zrušeno         | zrušeno         | zrušeno         | zrušeno         | zrušeno         | zrušeno         | zrušeno         |      |
| Celkové umístění | Celkové umístění     | nkl             | –               | –               | –               | 8.              | –               | –               | 75 % |
| Celkové umístění | Celkové umístění     | 0 bodů          |                 |                 |                 | 8.              | –               | –               | 75 % |

#### Sezóna 2020/2021
| ČSP              | Místo                    | SP              | SZ              | HZ              | IZ              | ŠT              | SŠT             | SZD             | STŘ  |
| ---------------- | ------------------------ | --------------- | --------------- | --------------- | --------------- | --------------- | --------------- | --------------- | ---- |
| 1.               | Kontiolahti              | 82.             | –               | –               | –               | –               | –               | –               | 80 % |
| 2.               | Kontiolahti (2)          | 76.             | –               | –               | –               | –               | –               | –               | 80 % |
| 3.               | Hochfilzen               | nezúčastnila se | nezúčastnila se | nezúčastnila se | nezúčastnila se | nezúčastnila se | nezúčastnila se | nezúčastnila se |      |
| 4.               | Hochfilzen (2)           | 72.             | –               | –               | –               | –               | –               | –               | 90 % |
| 5.               | Oberhof                  | nezúčastnila se | nezúčastnila se | nezúčastnila se | nezúčastnila se | nezúčastnila se | nezúčastnila se | nezúčastnila se |      |
| 6.               | Oberhof (2)              | nezúčastnila se | nezúčastnila se | nezúčastnila se | nezúčastnila se | nezúčastnila se | nezúčastnila se | nezúčastnila se |      |
| 7.               | Anterselva               | nezúčastnila se | nezúčastnila se | nezúčastnila se | nezúčastnila se | nezúčastnila se | nezúčastnila se | nezúčastnila se |      |
| 8.               | Nové Město na Moravě     | nezúčastnila se | nezúčastnila se | nezúčastnila se | nezúčastnila se | nezúčastnila se | nezúčastnila se | nezúčastnila se |      |
| 9.               | Nové Město na Moravě (2) | nezúčastnila se | nezúčastnila se | nezúčastnila se | nezúčastnila se | nezúčastnila se | nezúčastnila se | nezúčastnila se |      |
| 10.              | Östersund                | nezúčastnila se | nezúčastnila se | nezúčastnila se | nezúčastnila se | nezúčastnila se | nezúčastnila se | nezúčastnila se |      |
| Celkové umístění | Celkové umístění         | nkl             | –               | –               | –               | –               | –               | –               | 87 % |
| Celkové umístění | Celkové umístění         | 0 bodů          |                 |                 |                 | –               | –               | –               | 87 % |

#### Sezóna 2021/2022
| ČSP              | Místo            | SP              | SZ              | HZ              | IZ              | ŠT              | SŠT             | SZD             | STŘ             |
| ---------------- | ---------------- | --------------- | --------------- | --------------- | --------------- | --------------- | --------------- | --------------- | --------------- |
| 1.               | Östersund        | nezúčastnila se | nezúčastnila se | nezúčastnila se | nezúčastnila se | nezúčastnila se | nezúčastnila se | nezúčastnila se | nezúčastnila se |
| 2.               | Östersund        | nezúčastnila se | nezúčastnila se | nezúčastnila se | nezúčastnila se | nezúčastnila se | nezúčastnila se | nezúčastnila se | nezúčastnila se |
| 3.               | Hochfilzen       | –               | –               | –               | –               | 8.              | –               | –               | 77 %            |
| 4.               | Annecy           | 50.             | 46.             | –               | –               | –               | –               | –               | 87 %            |
| 5.               | Oberhof          | nezúčastnila se | nezúčastnila se | nezúčastnila se | nezúčastnila se | nezúčastnila se | nezúčastnila se | nezúčastnila se | nezúčastnila se |
| 6.               | Ruhpolding       | 62.             | –               | –               | –               | 15.             | –               | –               | 75 %            |
| 7.               | Anterselva       | –               | –               | –               | 29.             | 6.              | –               | –               | 88 %            |
| 8.               | Kontiolahti      | nezúčastnila se | nezúčastnila se | nezúčastnila se | nezúčastnila se | nezúčastnila se | nezúčastnila se | nezúčastnila se | nezúčastnila se |
| 9.               | Otepää           | –               | –               | –               | –               | –               | –               | 16.             | 68 %            |
| 10.              | Holmenkollen     | 31.             | 24.             | –               | –               | –               | –               | –               | 93 %            |
| Celkové umístění | Celkové umístění | 78.             | 59.             | –               | 50.             | 7.              | 7.              | 7.              | 89 %            |
| Celkové umístění | Celkové umístění | 39 bodů (66.)   |                 |                 |                 | 7.              | 7.              | 7.              | 89 %            |

#### Sezóna 2022/2023

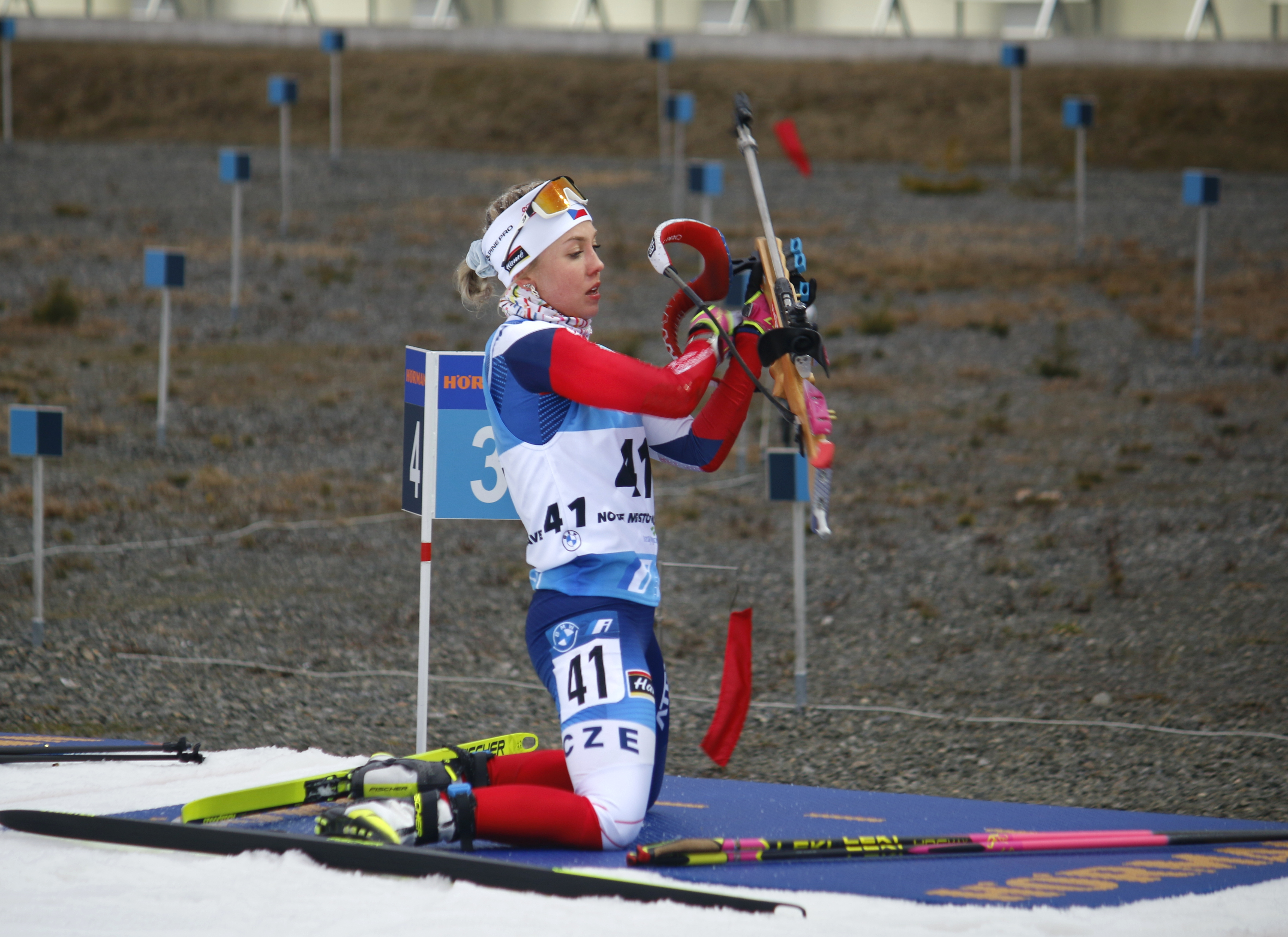
Voborníková v Novém Městě na Moravě v roce 2023

| ČSP              | Místo                | SP              | SZ              | HZ              | IZ              | ŠT              | SŠT             | SZD             | STŘ             |
| ---------------- | -------------------- | --------------- | --------------- | --------------- | --------------- | --------------- | --------------- | --------------- | --------------- |
| 1.               | Kontiolahti          | 58.             | 53.             | –               | 22.             | 6.              | –               | –               | 86 %            |
| 2.               | Hochfilzen           | 63.             | –               | –               | –               | 7.              | –               | –               | 86 %            |
| 3.               | Annecy               | nezúčastnila se | nezúčastnila se | nezúčastnila se | nezúčastnila se | nezúčastnila se | nezúčastnila se | nezúčastnila se | nezúčastnila se |
| 4.               | Pokljuka             | 30.             | 21.             | –               | –               | –               | 7.              | –               | 93 %            |
| 5.               | Ruhpolding           | –               | –               | –               | 80.             | 5.              | –               | –               | 77 %            |
| 6.               | Anterselva           | 56.             | 42.             | –               | –               | 10.             | –               | –               | 83 %            |
| 7.               | Nové Město na Moravě | 41.             | 34.             | –               | –               | –               | 7.              | –               | 78 %            |
| 8.               | Östersund            | –               | –               | –               | 41.             | 7.              | –               | –               | 82 %            |
| 9.               | Holmenkollen         | 6.              | ZRU             | 25.             | –               | –               | –               | –               | 80 %            |
| Celkové umístění | Celkové umístění     | 40.             | 47.             | 42.             | 45.             | 7.              | 10.             | 10.             | 84 %            |
| Celkové umístění | Celkové umístění     | 109 bodů (43.)  |                 |                 |                 | 7.              | 10.             | 10.             | 84 %            |

#### Sezóna 2023/2024
| ČSP              | Místo             | SP             | SZ  | HZ  | IZ  | ŠT | SŠT | SZD |
| ---------------- | ----------------- | -------------- | --- | --- | --- | -- | --- | --- |
| 1.               | Östersund         | 64.            | –   | ×   | 30. | 6. | –   | 12. |
| 2.               | Hochfilzen        | 16.            | 11. | ×   | ×   | 8. | ×   | ×   |
| 3.               | Lenzerheide       | 9.             | 20. | 18. | ×   | ×  | ×   | ×   |
| 4.               | Oberhof           | 67.            | –   | ×   | ×   | 6. | ×   | ×   |
| 5.               | Ruhpolding        | 19.            | 16. | ×   | ×   | 7. | ×   | ×   |
| 6.               | Anterselva        | ×              | ×   | 30. | 31. | ×  | 6.  | –   |
| 8.               | Oslo-Holmenkollen | ×              | ×   | 8.  | 5.  | ×  | 7.  | –   |
| 9.               | Soldier Hollow    | 16.            | 12. | ×   | ×   | 5. | ×   | ×   |
| 10.              | Canmore           | 12.            | 20. | 16. | ×   | ×  | ×   | ×   |
| Celkové umístění | Celkové umístění  | 16.            | 19. | 17. | 12. | 7. | 9.  | 9.  |
| Celkové umístění | Celkové umístění  | 409 bodů (16.) |     |     |     | 7. | 9.  | 9.  |

#### Sezóna 2024/2025
| ČSP              | Místo                | SP             | SZ  | HZ  | IZ  | ŠT  | SŠT | SZD |
| ---------------- | -------------------- | -------------- | --- | --- | --- | --- | --- | --- |
| 1.               | Kontiolahti          | 20.            | ×   | -   | 59. | 9.  | -   | -   |
| 2.               | Hochfilzen           | 52.            | 43. | ×   | ×   | 8.  | ×   | ×   |
| 3.               | Annecy               | 29.            | 29. | –   | ×   | ×   | ×   | ×   |
| 4.               | Oberhof              | 39.            | 28. | ×   | ×   | ×   | –   | 9.  |
| 5.               | Ruhpolding           | ×              | ×   | 16. | 11. | 17. | ×   | ×   |
| 6.               | Anterselva           | 9.             | 11. | ×   | ×   | –   | ×   | ×   |
| 7.               | Nové Město na Moravě | 17.            | 15. | ×   | ×   | 8.  | ×   | ×   |
| 8.               | Pokljuka             | ×              | ×   | 15. | 53. | ×   | 8.  | –   |
| 9.               | Oslo-Holmenkollen    | 25.            | 7.  | 8.  | ×   | ×   | ×   | ×   |
| Celkové umístění | Celkové umístění     | 24.            | 16. | 20. | 36. | 10. | 11. | 11. |
| Celkové umístění | Celkové umístění     | 349 bodů (21.) |     |     |     | 10. | 11. | 11. |

### Mistrovství Evropy
| Sezóna  | A  | Místo   | SS | SP  | SZ  | IZ  | SŠT | SZD | Věk    |
| ------- | -- | ------- | -- | --- | --- | --- | --- | --- | ------ |
| 2019/20 | ME | Raubiči | –  | 35. | –   | –   | 8.  | –   | 19 let |
| 2020/21 | ME | Dušníky | –  | 38. | 34. | 30. | 8.  | 10. | 20 let |

### Juniorská a dorostenecká mistrovství
| Sezóna  | D   | Místo          | SP  | SZ  | IZ  | ŠT  | Věk    |
| ------- | --- | -------------- | --- | --- | --- | --- | ------ |
| 2018/19 | MSD | Brezno-Osrblie | 11. | 2.  | 2.  | –   | 18 let |
| 2018/19 | MSJ | Brezno-Osrblie | –   | –   | –   | 8.  | 18 let |
| 2019/20 | MSJ | Lenzerheide    | 38. | 17. | 36. | 5.  | 19 let |
| 2020/21 | MSJ | Obertilliach   | 11. | 7.  | 27. | 13. | 20 let |
| 2021/22 | MSJ | Soldier Hollow | 1.  | 1.  | 3.  | DNF | 21 let |